# Abbasabad (Mazandaran)
Abbasabad (em persa: عباس اباد, também romanizada como ‘Abbāsābād; também conhecida como Varsak e Varaak) é uma cidade e capital do condado de Abbasabad, na província de Mazandaran, Irã.
Está localizada no mar Cáspio.
No censo de 2006, sua população era de 11 256 habitantes, em 3 195 famílias.